# Ich war neunzehn
Ich war neunzehn ist eine DEFA-Produktion, in der die Geschichte des jungen Deutschen Gregor Hecker erzählt wird, der im April 1945 als Leutnant der Roten Armee nach Deutschland zurückkehrt. 11 Jahre zuvor waren seine Eltern mit ihm aus Köln nach Moskau emigriert. Als Angehöriger einer Propaganda-Einheit soll er unmittelbar vor Ende des Zweiten Weltkriegs die letzten noch kämpfenden Wehrmachtssoldaten zur Kapitulation überreden.
Der Film verarbeitet die persönlichen Erlebnisse des Regisseurs Konrad Wolf und seines Freundes Hauptmann Wladimir Gall. Eine zentrale Frage ist, wie die deutsche Kulturnation, die einen Johann Sebastian Bach hervorgebracht und mit der Hecker nur noch die Sprache gemeinsam hat, dem verbrecherischen Nationalsozialismus verfallen konnte.

## Handlung
Am 16. April 1945 zieht der Deutsche Gregor Hecker als Soldat der Roten Armee mit seiner kleinen Truppe im Gefolge der 48. Armee von der Oder her kommend durch Brandenburg nach Westen. Gregor Heckers Eltern sind deutsche Kommunisten, die noch vor dem Zweiten Weltkrieg in die Sowjetunion fliehen konnten.
Als die Truppe nach Bernau kommt, das nach der Besetzung durch sowjetische Panzerspitzen inzwischen wieder geräumt worden ist, wird Hecker kurzerhand zum Kommandanten der Stadt ernannt. Mit einer Handvoll Leuten versucht er, eine Kommandantur einzurichten. Sie kommen mehrfach mit Zivilisten in Kontakt, darunter ein heimatlos gewordenes Mädchen aus Hinterpommern, das Hecker mit der Begründung, sie schlafe „lieber mit einem als mit allen“, um Unterkunft in der Kommandantur bittet.
Heckers Abteilung macht Quartier für den Stab und stößt dabei auf eine überraschte Heeresintendantur der Deutschen. Der deutsche Etappenmajor Behring will sich ordnungsgemäß telefonisch in sowjetische Gefangenschaft abmelden, was bei seiner vorgesetzten Dienststelle auf Unglauben stößt. Um einen Beweis zu liefern, reicht er das Telefon den Russen, die sich damit einen Scherz erlauben.
In Sachsenhausen treffen Hecker und Sascha Ziganjuk ihren Vorgesetzten, Wadim Geiman. Der versucht, einen deutschen Soldaten vor der Rache sowjetischer Soldaten zu retten, die gerade das KZ Sachsenhausen befreit haben. Geiman kann zunächst verhindern, dass der deutsche Soldat erschossen wird. Als sie sich auf den Weg Richtung Lager machen, ist jedoch ein Schuss zu hören, der das Schicksal des Soldaten verkündet.
Die folgende Szene ist dem Dokumentarfilm Todeslager Sachsenhausen (1946) von Richard Brandt entnommen. Darin berichtet der als „Henker von Sachsenhausen“ bekannte Paul Sakowski, wie er Häftlinge in der Gaskammer mit Blausäure-Gas sowie einer als Messlatte getarnten Genickschussanlage ermordete. Sakowski erklärt, die Nationalität der Häftlinge sei überwiegend russisch gewesen. Die im Lager ermordeten Juden erwähnt der Film nicht.
Kurz darauf besuchen die Soldaten einen Landschaftsarchitekten, der das Phänomen des Nationalsozialismus als unausweichlich und im deutschen Wesen angelegt zu entschuldigen versucht. Sie diskutieren über den Philosophen Immanuel Kant.
Geiman erhält am 30. April 1945 den Sonderauftrag, die Übergabe der Zitadelle Spandau zu verhandeln, und nimmt Hecker als Dolmetscher mit. Gemeinsam treten sie vor das verbarrikadierte Tor der waffenstarrenden Festung. Der Festungskommandant Oberst Lewerenz und sein Adjutant klettern mit einer Strickleiter zu ihnen hinunter. Während die anderen Offiziere in der Festung über die Kapitulation beraten, erklärt der Kommandant vor dem Tor den Ehrenkodex deutscher Offiziere. Auf die Meldung von der Ablehnung des Kapitulationsangebots verlangt Geiman, sich direkt an die Offiziere wenden zu dürfen. Die beiden sowjetischen Offiziere klettern gemeinsam mit den deutschen in die Festung. Während Geiman versucht, den Offizieren die Aussichtslosigkeit ihrer Lage klarzumachen, zeichnet an anderer Stelle in der Festung ein SS-Obersturmbannführer einen Hitlerjungen aus, der einen sowjetischen Panzer zerstört und ein Mitglied der Besatzung erschossen hatte. Der SS-Mann lobt die Opferbereitschaft der Jugend und hetzt gegenüber dem Adjutanten über den „Verrat“ der Wehrmachtsoffiziere in diesem „Schicksalskampf“. Sein Vorhaben, die Parlamentäre zu erschießen, wird vom Adjutanten verhindert, indem dieser, als er die beiden wieder nach draußen geleiten soll, die Gelegenheit zur Flucht nutzt. Wenig später ergibt sich die Festung.
An den Erfolg in Spandau schließt sich ein weiterer Freudentag an, der 1. Mai. Der Fahrer der Gruppe, Tschingis (Kalmursa Rachmanow), kurvt dementsprechend fröhlich im Slalom um LKW-Wracks auf der verlassenen Autobahn. In einem der zerschossenen Lastwagen trifft Hecker auf einen blinden deutschen Soldaten, aus Magdeburg stammend, der ihn wiederum für einen seiner Kameraden hält. Trotz seiner schweren Verwundung blickt er hoffnungsvoll in die Zukunft, nicht wissend, dass die Russen die Grenze überschritten haben. Am Abend findet eine große Feier statt. Dabei stürzt der betrunkene Hecker beim Balancieren auf der Mauer und hört die Stimme seiner Mutter, die sich darüber beklagt, dass er alles viel zu früh tut: Rauchen, Schnaps trinken. Später wird er Zeuge des Gefühlsausbruchs eines befreiten deutschen Kommunisten, der lautstark fordert, alle Nazis aufzuhängen, da sich ansonsten alles in 20 Jahren wiederholen würde. Der anwesende General beschwichtigt ihn, Rache sei kein guter Ratgeber, schon gar nicht für die Zukunft.
Auf dem Rückweg nach Spandau am nächsten Tag, wo sie die Kommandantur unterstützen sollen, setzen Hecker und seine Gefährten zwei der Kommunisten ab. Der eine wird in einem Ort, der von den alten Machthabern verlassen wurde, als Bürgermeister eingesetzt. Mit dem anderen unterhält sich Hecker auf der Fahrt, unter anderem darüber, was er nach dem Krieg machen möchte, bis sich an einem Kontrollpunkt ihre Wege trennen.
Inzwischen herrscht fast schon Normalität, doch die Ruhe trügt. Deutsche Truppen brechen aus dem Kessel von Berlin aus und versuchen, als sowjetische Einheiten getarnt, nach Westen zu gelangen. Einem Überraschungsangriff können Hecker und seine Kameraden gerade noch entkommen. Angesichts der neuen Lage hat ihre Maxime, Blutvergießen zu vermeiden, keine Priorität mehr.
An einem kleinen Flussübergang richten sie sich ein und versuchen über Lautsprecher, die deutschen Soldaten zur Aufgabe zu bewegen. Zunächst haben sie keinen Erfolg. Doch als Hecker sich mit einer einfacheren Botschaft an sie wendet, kommen die Ersten und ergeben sich. Bald haben die drei Sowjetsoldaten eine stattliche Anzahl Gefangene gemacht. Die Lage scheint wieder normal; einen Panzer, der sie verstärken soll, schickt Ziganjuk wieder fort.
In Willi Lommer, einem deutschen Unteroffizier aus Berlin, findet Gregor eine verwandte Seele. Bei einem Feuerüberfall marodierender SS-Truppen auf die Gruppe Gefangener greift Lommer zusammen mit der sowjetischen Einheit zur Waffe. Nach dem Feuergefecht ziehen sich die SS-Truppen zurück, Ziganjuk aber ist gefallen. Voller Wut und Schmerz schreit Hecker den Schützen durch seinen Lautsprecher hinterher, sie zu verfolgen, sie zu stellen und sie von der gesamten Erde zu verjagen, damit nie wieder geschossen wird.
Bevor sich die Gefangenenkolonne in Bewegung setzt, übergibt Lommer Hecker einen Brief für seine Familie mit der Bitte, ihn abzugeben. Hecker verspricht es ihm. Während für Lommer nun die Gefangenschaft beginnt, steigt die kleine Einheit in den mit Einschüssen übersäten Lastwagen und fährt davon.

## Dramaturgie
Die Begebenheiten des Films werden aus Sicht des Helden Gregor Hecker erzählt und umfassen die Tage vom Beginn der sowjetischen Offensive an der Oder am 16. April bis zum 2. Mai 1945. Die Erlebnisse werden wie in einem Tagebuch chronologisch datiert und dokumentarisch-nüchtern erzählt. Eindrücke von verschiedenen Personen und deutschen Kriegsverbrechen wie dem Angriffskrieg gegen die Sowjetunion, dem Schicksal der sowjetischen Kriegsgefangenen oder der Strategie der Verbrannten Erde im Ostfeldzug, aber auch von der Verfolgung der deutschen Antifaschisten sowie Flucht und Vertreibung setzen sich mosaikartig zusammen, abgerundete Schicksale sind aber nicht zu erkennen.

## Hintergrund
Der Film wurde in Schwarzweiß gedreht. Mit der Unterstützung der Sowjetarmee und der Nationalen Volksarmee begannen die Filmaufnahmen im Januar 1967. Ich war neunzehn wurde mit einem Budget von 2.077.000 Mark der DDR produziert. Der Film kam am 2. Februar 1968 in die DDR-Kinos, einen Tag zuvor hatte er seine Uraufführung im Berliner Kino International. In den ersten sechs Monaten sahen ihn etwa 2.500.000 Besucher. Insgesamt erreichte er in der DDR 3.317.966 Zuschauer.
Für die Szene der Übergabeverhandlungen vor dem Tor der Zitadelle Spandau wurde das Tor in der Festung Küstrin nachgebaut. Einige Außenaufnahmen stimmen daher nicht mit den tatsächlichen Gegebenheiten in Spandau überein. Die Außenansichten wurden zum Teil aus Archivbeständen eingefügt und fanden größtenteils an Originalschauplätzen in der Mark Brandenburg (Autobahnbrücke über die Havel bei Töplitz, Doppelbrücke über den Oder-Havel-Kanal bei Borgsdorf-Pinnow, Bernau bei Berlin, Schloss Sanssouci) statt. Weitere Aufnahmen entstanden in den Ateliers der DEFA, dem heutigen Studio Babelsberg in Potsdam, sowie im ehemaligen VEB Lokomotivbau Karl Marx / Orenstein & Koppel in Potsdam-Babelsberg, welches seit 2006 als erweiterte Studiofläche ebenfalls zum Filmgelände der Studio Babelsberg AG gehört.
Sein Lebenslauf ermöglichte es DEFA-Regisseur Konrad Wolf, auch damalige Tabuthemen der Nachkriegszeit, wie die Vergewaltigung deutscher Frauen durch Soldaten der Roten Armee, zu thematisieren. Dieses Thema versuchte er äußerst behutsam darzustellen und verwarf seine ursprüngliche Filmidee von verängstigten, flüchtenden Frauen, die die Stadtkommandantur aufsuchen, indem er stattdessen ein junges Mädchen Folgendes sagen lässt: „Lieber mit einem als mit jedem!“

## Kritiken
„Der nach Erinnerungen Konrad Wolfs facettenreich in Episoden gestaltete Antikriegsfilm beschreibt ohne Pathos und Larmoyanz die Schrecken des Krieges und macht die Schuld der Deutschen deutlich. Dabei bemüht er sich um ein Höchstmaß an Authentizität, verzichtet auf Idealisierungen und stellt Menschen mit ihren Eigenheiten und Schwächen dar. Trotz der parteilichen Emotionalität bleibt genügend Raum für eigene Assoziationen.“

„Die Schwierigkeit und das Bemühen des Protagonisten, die Szenerie des Deutschlands von 1945 zu verstehen, reflektiert sich in der Art, wie dieses oft bruchstückhafte und elliptische Material präsentiert wird; es ist geprägt von der lebendigen Erfahrung, noch nicht umgeben und abgetötet von der Kruste historischer Einordnung und ‚Bewältigung‘.“

„Es ist in erster Linie ein Film über menschliches Verhalten, Denken in jener Zeit, sehr subtil, genau beobachtet, sich über viele Details vermittelnd und atmosphärisch dicht sowie emotional eindringlich – so entsteht ein plastisches Mosaik jener letzten Kriegstage.“

## Auszeichnungen
- 1968: Nationalpreis I. Klasse
- 1969: Heinrich-Greif-Preis I. Klasse
- 1969: Bester Jugendfilm auf der Jugendfilmwoche Halle
- 1975: Kunstpreis der Gesellschaft für Deutsch-Sowjetische Freundschaft (DSF)